# Мартін Педерсен (тенісист)
Мартін Педерсен (дан. Martin Pedersen; нар. 15 червня 1987) — колишній данський тенісист.
Найвищу одиночну позицію світового рейтингу — 344 місце досяг 12 травня 2008, парну — 267 місце — 15 вересня 2008 року.

## Фінали ATP Челленджер і ITF Ф'ючерс

### Одиночний розряд: 9 (3–6)
| Легенда              |
| -------------------- |
| ATP Челленджер (0–1) |
| ITF Ф'ючерс (3–5)    |

| Фінали за покриттям |
| ------------------- |
| Тверде (1–4)        |
| Ґрунт (2–1)         |
| Трава (0–0)         |
| Килим (0–1)         |

| Результат | В-П | Дата     | Турнір                                     | Рівень     | Покриття | Суперник          | Рахунок            |
| --------- | --- | -------- | ------------------------------------------ | ---------- | -------- | ----------------- | ------------------ |
| Перемога  | 1–0 | Чер 2007 | Норвегія F1, Геусдал                       | Ф'ючерс    | Тверде   | Ерлінґ Твейт      | 6–3, 6–1           |
| Поразка   | 1–1 | Чер 2007 | Норвегія F2, Геусдал                       | Ф'ючерс    | Тверде   | Расмус Нербю      | 3–6, 6–4, 6–7(5–7) |
| Поразка   | 1–2 | Лип 2007 | Дублін, Ірландія                           | Челленджер | Килим    | Роган Бопанна     | 4–6, 3–6           |
| Поразка   | 1–3 | Бер 2008 | Велика Британія F5, St Peter               | Ф'ючерс    | Тверде   | Давід Олейнічак   | 2–6, 3–6           |
| Перемога  | 2–3 | Сер 2008 | Бельгія F3, Брюссельський столичний регіон | Ф'ючерс    | Ґрунт    | Жерон Массон      | 7–5, 7–6(7–5)      |
| Поразка   | 2–4 | Жов 2008 | США F25, Лагуна-Нігел                      | Ф'ючерс    | Тверде   | Лестер Кук        | 2–6, 2–6           |
| Поразка   | 2–5 | Кві 2009 | Туреччина F4, Анталія                      | Ф'ючерс    | Тверде   | Марсель Їльхан    | 3–6, 2–6           |
| Поразка   | 2–6 | Сер 2013 | Данія F3, Копенгаген                       | Ф'ючерс    | Ґрунт    | Маркус Ерікссон   | 4–6, 5–7           |
| Перемога  | 3–6 | Сер 2014 | Данія F2, Копенгаген                       | Ф'ючерс    | Ґрунт    | Патрік Русенгольм | 4–6, 7–6(7–4), 6–3 |

### Парний розряд: 11 (5–6)
| Легенда              |
| -------------------- |
| ATP Челленджер (0–2) |
| ITF Ф'ючерс (5–4)    |

| Фінали за покриттям |
| ------------------- |
| Тверде (3–2)        |
| Ґрунт (1–4)         |
| Трава (0–0)         |
| Килим (1–0)         |

| Результат | В-П | Дата     | Турнір                          | Рівень     | Покриття | Партнер          | Суперники                          | Рахунок               |
| --------- | --- | -------- | ------------------------------- | ---------- | -------- | ---------------- | ---------------------------------- | --------------------- |
| Поразка   | 0–1 | Чер 2006 | Румунія F5, Залеу               | Ф'ючерс    | Ґрунт    | Якоб Мельскенс   | Адр'ян Барбу Флорін Мерджа         | 2–6, 3–6              |
| Перемога  | 1–1 | Лис 2006 | Туніс F4, Сфакс                 | Ф'ючерс    | Тверде   | Расмус Нербю     | Якоб Мельскенс Дмитро Сітак        | 6–7(5–7), 6–4, 6–2    |
| Перемога  | 2–1 | Січ 2007 | Велика Британія F1, Шеффілд     | Ф'ючерс    | Тверде   | Расмус Нербю     | Юго Паукку Каміл Чапкович          | 6–3, 7–6(8–6)         |
| Перемога  | 3–1 | Бер 2007 | Італія F6, Катанія              | Ф'ючерс    | Ґрунт    | Фредерік Нільсен | Александрос Якуповіч Душан Кароль  | 6–4, 7–5              |
| Поразка   | 3–2 | Тра 2007 | Румунія F1, Бухарест            | Ф'ючерс    | Ґрунт    | Томас Кроманн    | Нільс Десайн Жерон Массон          | 4–6, 1–6              |
| Перемога  | 4–2 | Лип 2007 | Ірландія F2, Лімерик (місто)    | Ф'ючерс    | Килим    | Расмус Нербю     | Ріккардо Гедін Урос Віко           | 7–6(7–3), 6–4         |
| Поразка   | 4–3 | Вер 2007 | Гренобль, Франція               | Челленджер | Тверде   | Фредерік Нільсен | Яспер Сміт Мартейн ван Гастерен    | 3–6, 1–6              |
| Поразка   | 4–4 | Лис 2007 | Велика Британія F22, Сандерленд | Ф'ючерс    | Тверде   | Ніл Бамфорд      | Андрій Коротченя Володимир Волчков | 6–2, 2–6, [8–10]      |
| Поразка   | 4–5 | Тра 2008 | Орхус, Данія                    | Челленджер | Ґрунт    | Фредерік Нільсен | Давід Олейнічак Жан-Жульєн Роєр    | 6–7(4–7), 6–2, [8–10] |
| Поразка   | 4–6 | Сер 2008 | Німеччина F16, Вальштедт        | Ф'ючерс    | Ґрунт    | Юліан Райстер    | Себастьян Рішик Дмитро Сітак       | 5–7, 1–6              |
| Перемога  | 5–6 | Кві 2009 | Туреччина F5, Анталія           | Ф'ючерс    | Тверде   | Себастьян Рішик  | Антал ван дер Дейм Томас Схорел    | 7–5, 6–3              |